# Michael Komisarek
Michael Komisarek, dit Mike Komisarek (né le 19 janvier 1982 à West Islip, dans l'État de New York aux États-Unis) est un joueur professionnel américain de hockey sur glace. Il jouait au poste de défenseur.

## Carrière de joueur
Il est repêché au premier tour par les Canadiens de Montréal lors du repêchage d'entrée dans la LNH 2001, à la 7e position au total. Il jouait alors pour l'Université du Michigan dans le championnat universitaire américain. En 2001-2002, il est choisi pour faire partie de l’équipe d’étoiles de la division Ouest de la National Collegiate Athletic Association (NCAA).
À sa première saison professionnelle, en 2002-2003, il est choisi pour faire partie de l'équipe d'étoiles des recrues de la Ligue américaine de hockey (LAH) après avoir réalisé 30 points pour 5 buts et 25 aides en 56 parties. Il a participé au Match des étoiles de cette ligue avec l'équipe « Planet USA ». Il a également participé à 21 matchs avec les Canadiens dans la Ligue nationale de hockey.
Il marque son premier but dans la LNH le 20 mars 2006, lors d'un match contre les Capitals de Washington que les Canadiens remportent sur le score de 4-2. Lors de cette soirée, il récolte aussi une passe sur un but de Aleksandr Perejoguine, lance cinq fois au filet, et finit la soirée avec un différentiel de +2 et la première étoile du match.
Lors de la saison 2007-2008, il est placé sur la liste des nommés pour le trophée Bill-Masterton remis à un joueur qui fait preuve de courage, de détermination et de persévérance. Il obtient aussi le statut de deuxième défenseur de son équipe au côté d'Andreï Markov contrairement aux années précédentes où il n'était employé qu'en tant que cinquième ou sixième défenseur avec les Canadiens.
Le 25 janvier 2009, il participe aux côtés de Markov, Carey Price et Alekseï Kovaliov au 57e Match des étoiles de la LNH dans la formation de départ de l'équipe de l'Est.
Le 1er juillet 2009, il est laissé libre par les Canadiens et signe un contrat de 5 ans pour 22,5 millions de dollars avec les Maple Leafs de Toronto. À sa première saison avec les Leafs, il se blesse à l'épaule en janvier 2010 lors d'un match contre les Flames de Calgary ; il doit subir une opération et manque le restant de la saison 2009-2010.
Lors de la saison 2012-2013, il est placé le 20 mars au ballotage par les Maple Leafs et se retrouve avec les Marlies de Toronto dans la LAH. Après cette saison, son contrat est racheté alors qu'il lui restait une année à faire. Le 5 juillet 2013, il signe un contrat d'un an pour 700 000 dollars avec les Hurricanes de la Caroline et joue 32 parties pour 4 aides durant cette saison.
En septembre 2014, il obtient un essai professionnel avec les Devils du New Jersey dans le but de se faire une place avec l'équipe, mais est libéré avant le début de la saison. Il se retire finalement en janvier 2015 et décide de retourner aux études à l'Université du Michigan, où il est en plus nommé assistant-entraîneur des Wolverines.

## Style de jeu
Il est davantage reconnu pour sa force et son jeu robuste que pour ses talents offensifs. Il a un style très physique et a l'habitude de distribuer de nombreuses mises en échec très solides. Il fait également partie des joueurs bloquant le plus de tirs au cours de la saison ; il a notamment terminé en tête dans ce chapitre lors de la saison 2007-2008.

## Statistiques

### En club
| Saison     | Équipe                                | Ligue      |     | Saison régulière | Saison régulière | Saison régulière | Saison régulière | Saison régulière | Saison régulière |   | Séries éliminatoires | Séries éliminatoires | Séries éliminatoires | Séries éliminatoires | Séries éliminatoires | Séries éliminatoires |
| Saison     | Équipe                                | Ligue      | PJ  | B                | A                | Pts              | Pun              | +/-              | PJ               | B | A                    | Pts                  | Pun                  | +/-                  |                      |                      |
| 1998-1999  | Coyotes Jr. de la Nouvelle-Angleterre | EJHL       | 53  | 17               | 24               | 51               | -                | -                | -                | - | -                    | -                    | -                    | -                    |                      |                      |
| 1999-2000  | U.S National Development Team U18     | U-18       | 6   | 0                | 0                | 0                | 12               | -                | -                | - | -                    | -                    | -                    | -                    |                      |                      |
| 1999-2000  | U.S. National Development Team        | USHL       | 51  | 5                | 8                | 13               | 124              | -                | -                | - | -                    | -                    | -                    | -                    |                      |                      |
| 1999-2000  | U.S. National Development Team U18    | NAHL       | 1   | 0                | 0                | 0                | 16               | -                | -                | - | -                    | -                    | -                    | -                    |                      |                      |
| 2000-2001  | Wolverines du Michigan                | NCAA       | 41  | 4                | 12               | 16               | 77               | +17              | -                | - | -                    | -                    | -                    | -                    |                      |                      |
| 2001-2002  | Wolverines du Michigan                | NCAA       | 39  | 11               | 19               | 30               | 68               | +22              | -                | - | -                    | -                    | -                    | -                    |                      |                      |
| 2002-2003  | Bulldogs de Hamilton                  | LAH        | 56  | 5                | 25               | 30               | 79               | +27              | 23               | 1 | 5                    | 6                    | 60                   | +11                  |                      |                      |
| 2002-2003  | Canadiens de Montréal                 | LNH        | 21  | 0                | 1                | 1                | 28               | -6               | -                | - | -                    | -                    | -                    | -                    |                      |                      |
| 2003-2004  | Bulldogs de Hamilton                  | LAH        | 18  | 2                | 7                | 9                | 47               | 0                | -                | - | -                    | -                    | -                    | -                    |                      |                      |
| 2003-2004  | Canadiens de Montréal                 | LNH        | 46  | 0                | 4                | 4                | 34               | +4               | 7                | 0 | 0                    | 0                    | 8                    | +1                   |                      |                      |
| 2004-2005  | Bulldogs de Hamilton                  | LAH        | 20  | 1                | 4                | 5                | 49               | +6               | 4                | 0 | 1                    | 1                    | 8                    | -2                   |                      |                      |
| 2005-2006  | Canadiens de Montréal                 | LNH        | 71  | 2                | 4                | 6                | 116              | -1               | 6                | 0 | 0                    | 0                    | 10                   | +2                   |                      |                      |
| 2006-2007  | Canadiens de Montréal                 | LNH        | 82  | 4                | 15               | 19               | 96               | +7               | -                | - | -                    | -                    | -                    | -                    |                      |                      |
| 2007-2008  | Canadiens de Montréal                 | LNH        | 75  | 4                | 13               | 17               | 101              | +9               | 12               | 1 | 2                    | 3                    | 18                   | +3                   |                      |                      |
| 2008-2009  | Canadiens de Montréal                 | LNH        | 66  | 2                | 9                | 11               | 121              | 0                | 4                | 0 | 0                    | 0                    | 20                   | -4                   |                      |                      |
| 2009-2010  | Maple Leafs de Toronto                | LNH        | 34  | 0                | 4                | 4                | 40               | -9               | -                | - | -                    | -                    | -                    | -                    |                      |                      |
| 2010-2011  | Maple Leafs de Toronto                | LNH        | 75  | 1                | 9                | 10               | 86               | -8               | -                | - | -                    | -                    | -                    | -                    |                      |                      |
| 2011-2012  | Maple Leafs de Toronto                | LNH        | 45  | 1                | 4                | 5                | 41               | -13              | -                | - | -                    | -                    | -                    | -                    |                      |                      |
| 2012-2013  | Maple Leafs de Toronto                | LNH        | 4   | 0                | 0                | 0                | 2                | +2               | -                | - | -                    | -                    | -                    | -                    |                      |                      |
| 2012-2013  | Marlies de Toronto                    | LAH        | 7   | 0                | 0                | 0                | 10               | +3               | 6                | 0 | 1                    | 1                    | 9                    | -2                   |                      |                      |
| 2013-2014  | Hurricanes de la Caroline             | LNH        | 32  | 0                | 4                | 4                | 14               | -4               | -                | - | -                    | -                    | -                    | -                    |                      |                      |
| Totaux LNH | Totaux LNH                            | Totaux LNH | 551 | 14               | 67               | 81               | 679              | -19              | 29               | 1 | 2                    | 3                    | 56                   | +2                   |                      |                      |

### En équipe nationale
| Année | Compétition                  |   | PJ | B | A | Pts | Pun | +/-      |  | Résultat |
| 2000  | Championnat du monde -18 ans | 6 | 0  | 0 | 0 | 12  | +3  | 8e place |  |          |
| 2001  | Championnat du monde junior  | 7 | 0  | 0 | 0 | 0   | -2  | 5e place |  |          |
| 2002  | Championnat du monde junior  | 7 | 0  | 2 | 2 | 14  | -1  | 5e place |  |          |
| 2006  | Championnat du monde         | 7 | 0  | 1 | 1 | 4   | 0   | 7e place |  |          |
| 2011  | Championnat du monde         | 7 | 1  | 1 | 2 | 6   | -3  | 8e place |  |          |

## Trophées et honneurs personnels
- 2000-2001 : nommé dans l'équipe d'étoiles des recrues de la CCHA.
- 2001-2002 : 
  - nommé meilleur défenseur défensif de la CCHA.
  - nommé dans la première équipe d'étoiles de la CCHA.
  - nommé dans la première équipe d'étoiles de la région Ouest de la NCAA.
- 2002-2003 :
  - participe au Match des étoiles de la LAH.
  - nommé dans l'équipe d'étoiles des recrues de la LAH.
- 2008-2009 : participe au 57e Match des étoiles de la LNH.